# ابن برجان
ابن بَرَّجَان (ت. 536 ه‍ـ / 1141 م) هو متصوف ، من أهل الأندلس.
هو أبو الحكم عَبْد السَّلام بن عَبْد الرحمن بن محمد اللخمي الإشبيلي. من آثاره «شرح أسماء الله الحسنى» وكتاب في تفسير القرآن لم يكمله. توفي بمراكش.

## نبوءة فتح القدس
ذكر ابن برجان في تفسيره لأول سورة الروم أخبار عن فتح بيت المقدس، وأنه ينزع من أيدي النصارى سنة 583 هجريا. فقال «ثم أديلوا بغلبة ثانية عام تسع وثمانين وأربعماية فغلبوا على أرض الشام كلها وعلى بيت المقدس وذلك عند آخر السنة السادسة التي هي من الف شهر ومن شهور العرب تصديقا لقوله في بضع سنين التي سادس أيامها رأس الخمس مائة سنة ‘لى تمام الخمسمائة وثلاث ثمانين وثلث السنة تمام سنينها ونحن في عام اثنين وعشرين وخمس مائة »
يقول مؤلف كتاب دليل المرابطين لتحرير فلسطين محمد النوباني «اعتمد ابن برجان على تعريف السنة عند العرب وهي 1000 شهر وليست 12 شهر وبذلك تكون سنة العرب 1000/12=83.3 هجرية وبضرب 6*83.3= 499.8 وبالتالي تكون السنة 489 داخل السنة السادسة حسب تعريف العرب للسنة
وتقع السنة السادسة ضمن تعريف «بضع» من 3 إلى 9، اعتمد ابن برجان على الرواية الثانية لوقت النزول وهو وقت الهجرة فنسب حسابه للسنة السادسة والسنة السابعة التي توقع انها موعد تحرير بيت المقدس حسب تعريف العرب للسنة إلى وقت الهجرة ثم بنى على ما سبق توقعه بان موعد تحرير بيت المقدس في عام 583.3 للهجرة وذلك من خلال ضرب 83.3 *7=583.3».